# Дунерень
Дунерень, Дунерені (рум. Dunăreni) — село у повіті Констанца в Румунії. Входить до складу комуни Аліман.
Село розташоване на відстані 137 км на схід від Бухареста, 67 км на захід від Констанци, 137 км на південь від Галаца.

## Населення
За даними перепису населення 2002 року у селі проживали 1575 осіб, усі — румуни. Усі жителі села рідною мовою назвали румунську.